# Gasselse Heide
De Gasselse Heide is een natuurgebied tussen Gassel en Grave. Het gebied meet 50 ha en is eigendom van de gemeente Grave.
Het gebied bestaat uit droge zandruggen die zich bevinden tussen de Maas en het natuurgebied Vogelshoek. Deze zandruggen zijn voornamelijk met naaldhout beplant. Dit geschiedde in de jaren 30 van de 20e eeuw in het kader van de werkverschaffing.
Er zijn moerassige dalen te vinden waarin zich elzenbroek bevindt. Tot het gebied behoren ook enkele meertjes, Vogelvijvers geheten, en het terrein Molenakkers.
In het noorden van het gebied bevindt zich de windmolen Bergzicht. Ten westen van het gebied bevindt zich de Graafse Raam met het Graafse Raamdal.